# Loubiere
Loubiere este un oraș din Dominica.